# Labidostomis centromaculata
Labidostomis centromaculata là một loài bọ cánh cứng trong họ Chrysomelidae. Loài này được Gené miêu tả khoa học năm 1839.